# Monotropoideae
Monotropoideae, potporodica vrjesovki. Sastoji se od dva tribusa. Tipični rod je Monotropa L. čije 4 vrsrte rastu rasprostranjene po Euroaziji i Sjevernoj Americi, pa i nekim dijelovima Afrike (Alžir) i Južne Amerike (Kolumbija); u Hrvatskoj je to obični bezlistac, Monotropa hypopitys.

## Tribusi
1. Monotropeae Dumort.
2. Pterosporeae Baill.
3. Pyroleae Dumort.